# Chisana (Alaska)
Pour les articles homonymes, voir Chisana.
Chisana (ou Shushanna) est une localité d'Alaska aux États-Unis dans la région de recensement de Valdez-Cordova. Son nom provient de Tsetsaan' Na en langue ahtna et signifie la rivière du cuivre. Il n'y a plus d'habitant actuellement. En 1985, la localité a été inscrite au Registre national des lieux historiques, en tant que district historique.

## Démographie
| 1920 | 1930 | 1940 | 2000 | 2010 | - |
| ---- | ---- | ---- | ---- | ---- | - |
| 148  | 13   | 28   | 0    | 0    | - |